# Petronella van Woensel
Petronella van Woensel (Raalte, 14 mei 1785 – Den Haag, 12 november 1839) was een Nederlands schilder, tekenaar en lithograaf.

## Leven en werk
Van Woensel werd 31 mei 1785 in de Lutherse kerk in Zwolle gedoopt, als dochter van Joan van Woensel (1740-1816) en Anna Helena Kaupe (1758-1791). Vader was ten tijde van haar geboorte kapitein-ter-zee, hij voerde het bevel over diverse schepen tot hij in 1797 met pensioen ging met de rang schout-bij-nacht. Waarschijnlijk verhuisde het gezin rond 1795 naar Den Haag. Petronella kreeg les van de Haagse stillevenschilder Jan van Os. en raakte bevriend met zijn dochter Maria. Van Woensel kwam uit een welgestelde familie, waardoor ze van haar liefhebberij haar beroep kon maken.
Van Woensel schilderde en tekende stillevens met bloemen, insecten en vruchten, ze maakte ook litho's naar Jan van Huijsum. Ze nam deel aan diverse tentoonstellingen van Levende Meesters en exposeerde in 1828 in Antwerpen. Van Woensel werkte actief aan het opbouwen van een klantenkring en riep daarvoor onder andere de hulp in van de Amsterdamse kunsthandelaar Jeronimo de Vries. Ze bleef in Den Haag wonen, op een korte periode in Brussel (1822) en Antwerpen (1826) na. In 1822 werd ze benoemd tot honorair lid van de Koninklijke Akademie van Beeldende Kunsten in Amsterdam. 
Petronella van Woensel overleed op 54-jarige leeftijd aan longtering, in de armen van vriendin Maria van Os.

## Enkele werken

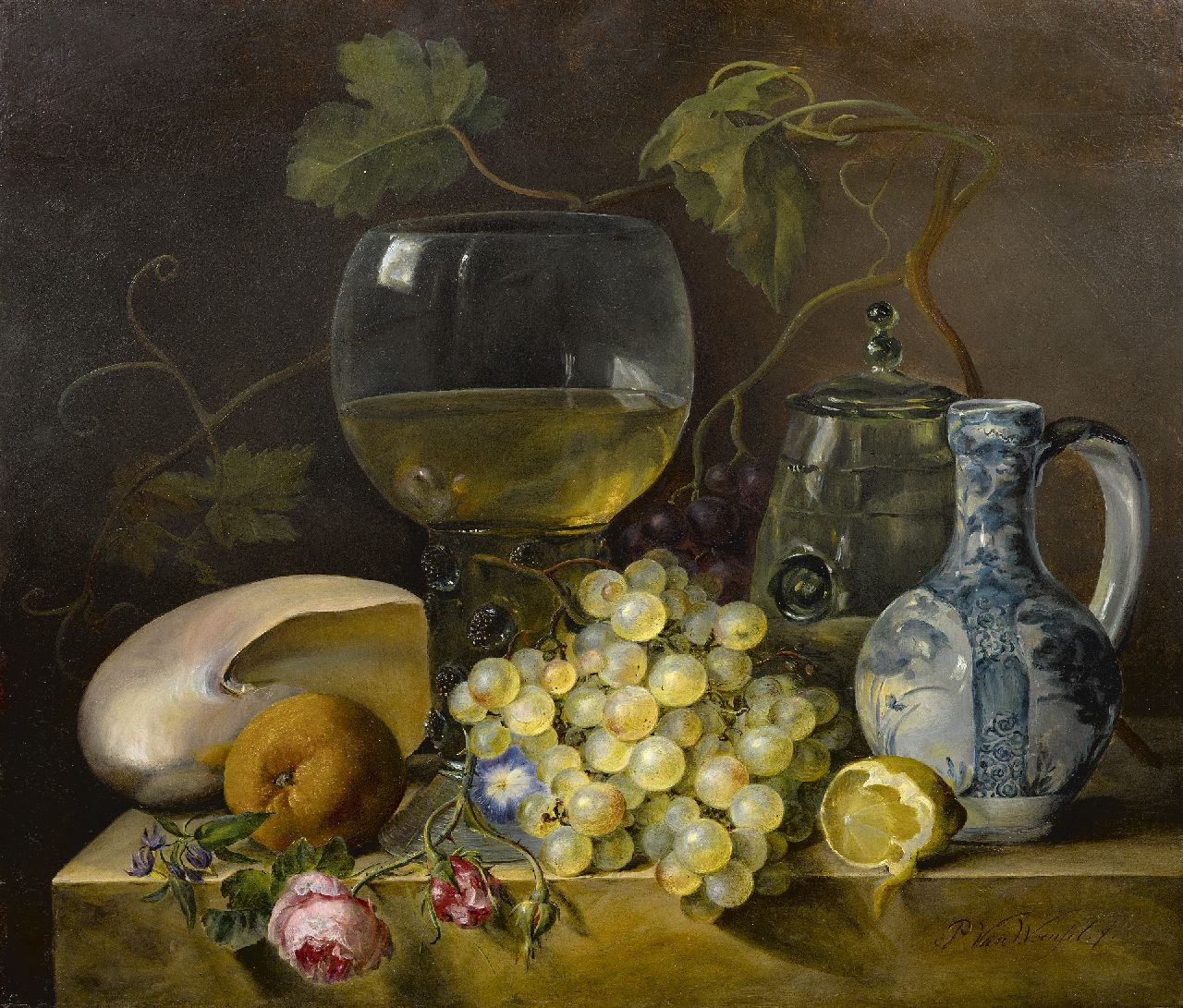
Stilleven met een roemer, schelp en druiven
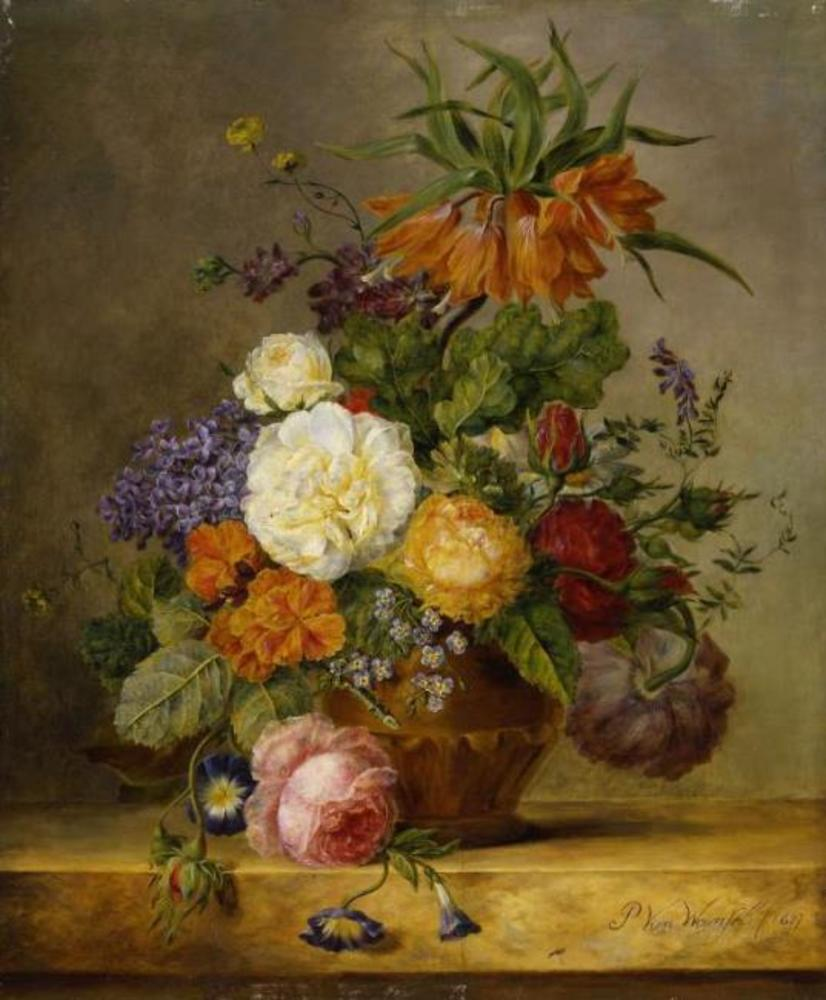
Een vaas met bloemen op een plint (1827), Fitzwilliam Museum
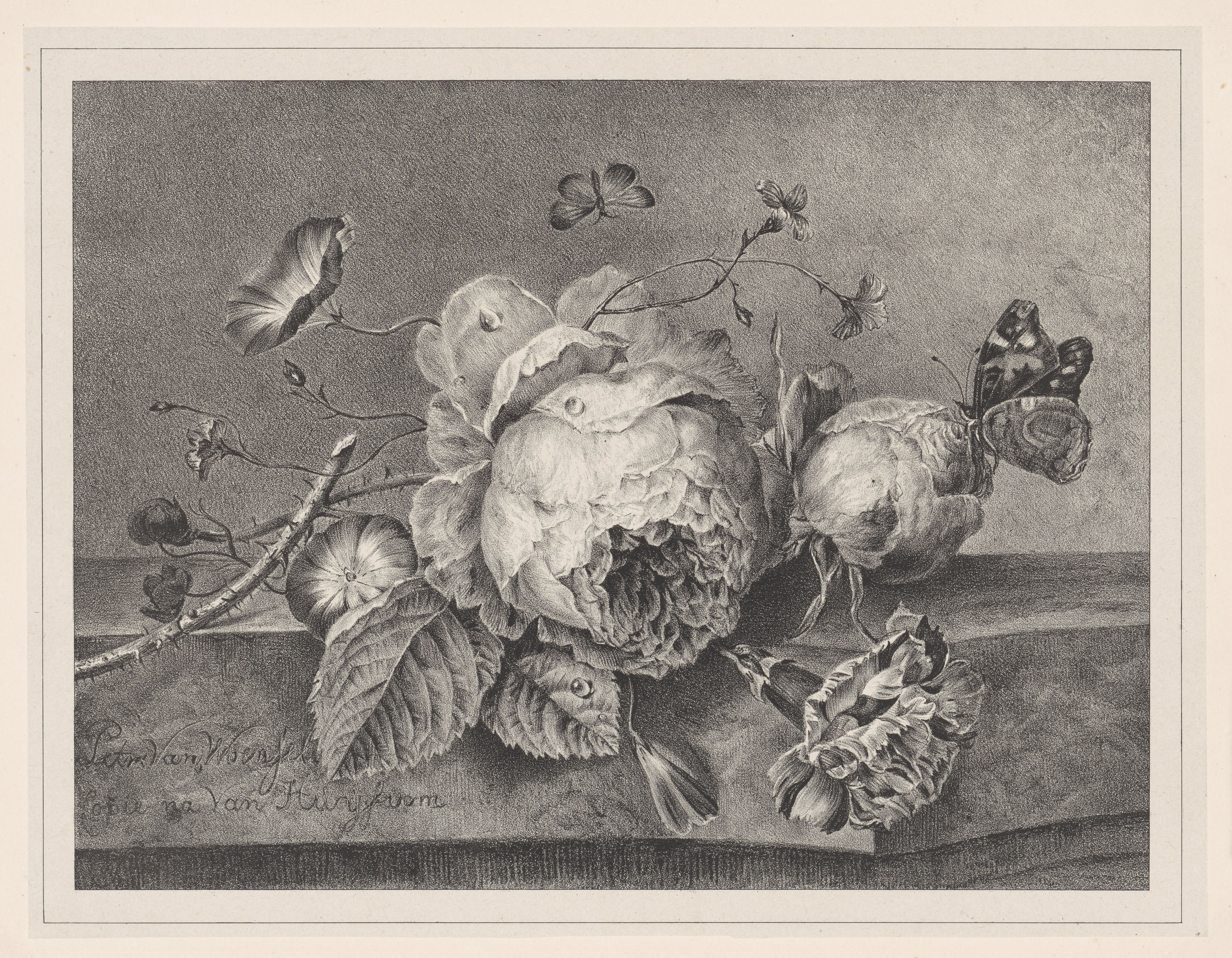
Bloemstilleven op een marmeren blad, Rijksmuseum Amsterdam
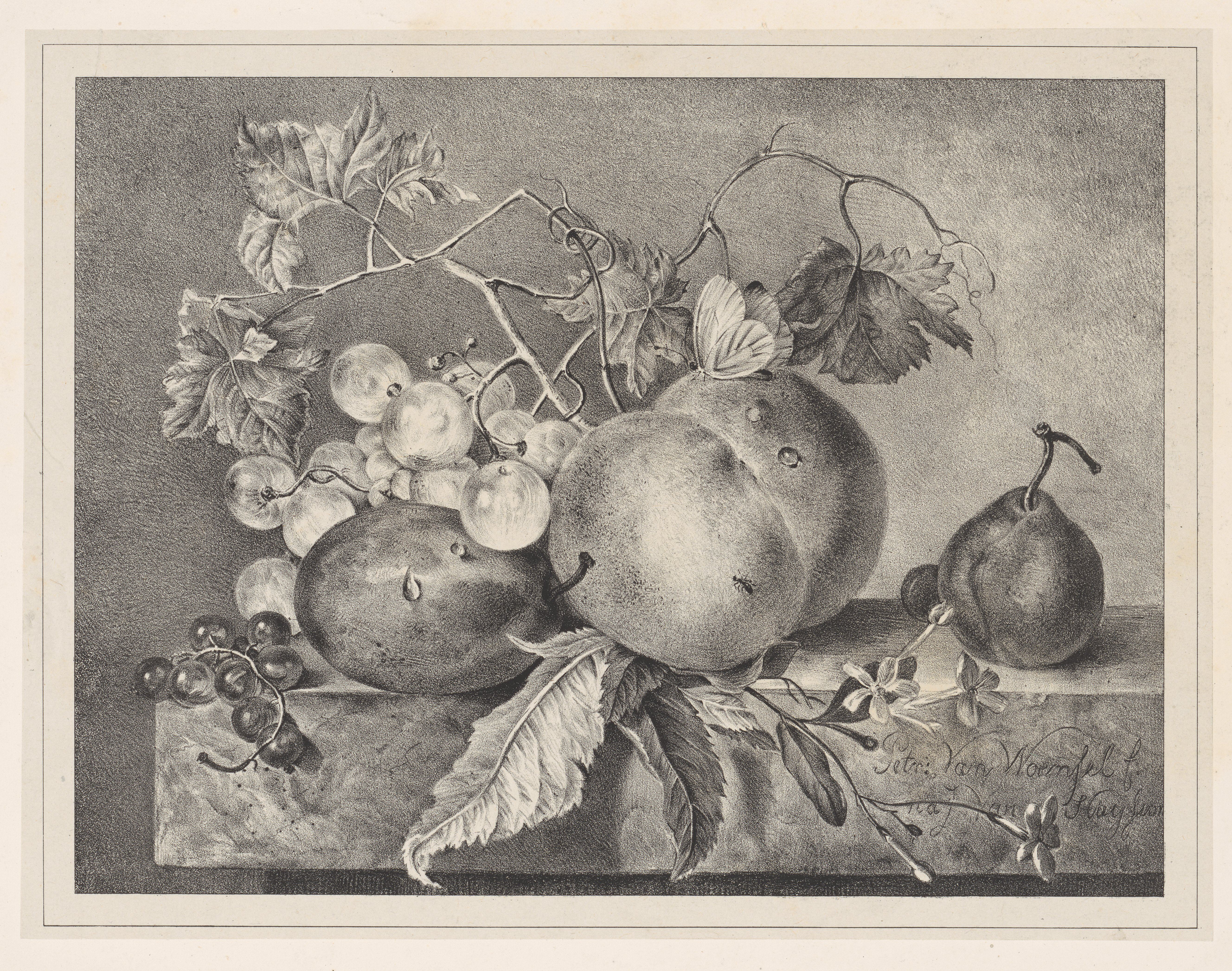
Vruchtenstilleven op een marmeren blad, Rijksmuseum Amsterdam

- Biografisch Portaal: 01598674
- Digitale Bibliotheek voor de Nederlandse Letteren: woen010
- Gemeinsame Normdatei: 123588510
- International Standard Name Identifier: 0000 0000 6680 8652
- Nederlandse Thesaurus van Auteursnamen: 070055998
- RKD-Nederlands Instituut voor Kunstgeschiedenis: 85275
- Union List of Artist Names: 500003840
- Virtual International Authority File: 20593393
- WorldCat: E39PBJh8H8y4XfcBYRHr8d8jYP